# Abelsonit
Abelsonitul este un mineral descris în 1975. A fost numit după Philip Hauge Abelson, un fizician american.

## Legături externe
Materiale media legate de Abelsonit la Wikimedia Commons
- Images of abelsonite from mindat.org